# 尺蝽
尺蝽（学名：Hydrometra albolineata）为尺蝽科尺蝽屬下的一个种。